# فاليري فلمنج
فاليري فلمنج (بالإنجليزية: Valerie Fleming)‏ هي متزلجة جماعية أمريكية، ولدت في 18 ديسمبر 1976 في سان فرانسيسكو في الولايات المتحدة.

## وصلات خارجية
- فاليري فلمنج على موقع IBSF (الإنجليزية)
- فاليري فلمنج على موقع أوليمبيديا (الإنجليزية)
- فاليري فلمنج على موقع اللجنة الأولمبية والبارالمبية الأمريكية (الإنجليزية)